# Raimund Swoboda

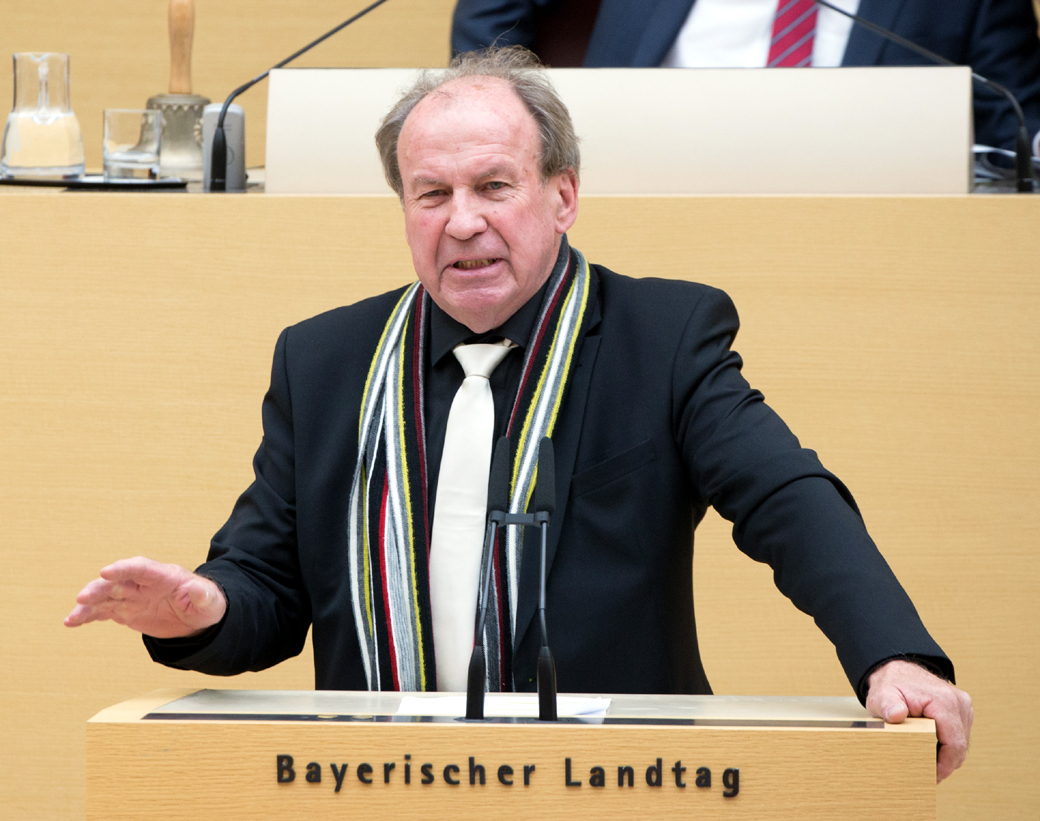
Raimund Swoboda (Oktober 2019)

Raimund Swoboda (* 22. Mai 1950 in Markt Erlbach) ist ein deutscher Polizist und Politiker (parteilos, bis 2019 AfD). Er war von 2018 bis 2023 Mitglied des Bayerischen Landtags.

## Leben
Swoboda war 43 Jahre lang im Polizeivollzugsdienst als Polizist tätig, davon 25 Jahre im Höheren Dienst in Bayern. Zuletzt vor seiner Pensionierung im Jahre 2012 war er Leitender Polizeidirektor in Bayern. Swoboda, der im Jahr 2010 Zweifel am verfassungsgemäßen Vorgehen der Verwaltung geäußert hat, nachdem er einen Bußgeldbescheid erhalten hatte, war Mitglied der bayerischen AfD. Bei der bayerischen Landtagswahl 2018 kandidierte er als Stimmkreisabgeordneter im Stimmkreis Neustadt an der Aisch-Bad Windsheim, Fürth-Land sowie auf Listenplatz 1 der AfD im Wahlkreis Mittelfranken und zog als Abgeordneter in den Bayerischen Landtag ein.
Bei der konstituierenden Landtagssitzung am 5. November 2018 kandidierte Swoboda für das Amt des IV. Vizepräsidenten des Bayerischen Landtages, nachdem zuvor Uli Henkel seine Kandidatur zurückgezogen hatte. Swoboda verfehlte dabei mit 27 Ja-Stimmen, 22 Enthaltungen und 153 Nein-Stimmen die erforderliche Mehrheit. Auch bei der Wahl für das Parlamentarische Kontrollgremium im Dezember 2018 erreichte Swoboda als AfD-Kandidat nicht die dafür nötige Mehrheit der Stimmen. Nachdem Swoboda dem FDP-Fraktionschef Martin Hagen in diesem Zusammenhang vorgeworfen hatte, ihn als Extremisten dargestellt zu haben, verwies dieser auf Swobodas Homepage, auf der davor gewarnt wird, die Politik „den Schurken“ zu überlassen, und von einer „Auflösung unseres Volkes“ die Rede ist.
Am 27. März 2019 trat Swoboda aus der Fraktion und der Partei aus. Somit fiel die AfD-Fraktion mit nunmehr 21 Mitgliedern hinter die SPD-Fraktion mit 22 Mitgliedern zurück. Er begründete seinen Austritt mit „Kampfrhetorik bei Plenumsauftritten einzelner AfD-Redner sowie das zunehmend aggressive Gebrülle einzelner Fraktionsmitglieder bei Reden anderer Fraktionen“ und kritisierte die Co-Fraktionsvorsitzende Katrin Ebner-Steiner für ihr „selbstherrliches Verhalten“.
Nach der Landtagswahl 2023 schied er wieder aus dem Landtag aus.
Swoboda ist verheiratet, hat zwei Kinder und wohnt im Landkreis Neustadt an der Aisch-Bad Windsheim.